# Gare d'Arosa
La gare d'Arosa (en allemand Bahnhof Arosa), est une gare ferroviaire terminus de la ligne de Coire à Arosa (voie métrique), elle est située au village d'Arosa, commune, station touristique et de sports d'hiver du canton des Grisons.
C'est une gare des Chemins de fer rhétiques (RhB).

## Situation ferroviaire
Établie à 1 739 mètres d'altitude, la gare voyageurs d'Arosa est le terminus d'altitude, au point kilométrique (PK) 25,681, de la ligne de Coire à Arosa, après la gare voyageurs de Litzirüti.
Après les installations voyageurs, la gare dispose de voies et bâtiments pour les marchandises.

## Histoire
La gare d'Arosa est mise en service le 12 décembre 1914, par la Compagnie du chemin de fer de Coire à Arosa, lorsqu'elle ouvre à l'exploitation l'ensemble de la ligne de Coire à Arosa.

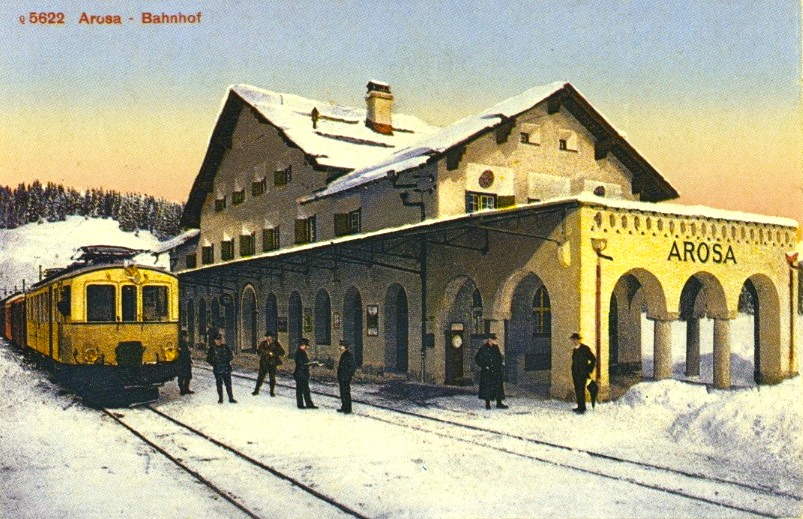
La gare en 1914.

## Service des voyageurs

### Accueil
Gare RhB, elle dispose d'un bâtiment voyageurs, avec guichets, ouvert tous les jours. Elle dispose d'équipements pour les personnes à la mobilité réduite. Elle propose une consigne à bagages, y compris pour les ski, et divers services.

### Desserte
Arosa est desservie par les trains RhB qui parcourent la ligne de Coire à Arosa.